# Lycocerus matsunagai
Lycocerus matsunagai là một loài bọ cánh cứng trong họ Cantharidae. Loài này được Imasaka & Okushima in Okushima & Imasaka miêu tả khoa học năm 2000.